# Ernest Goüin

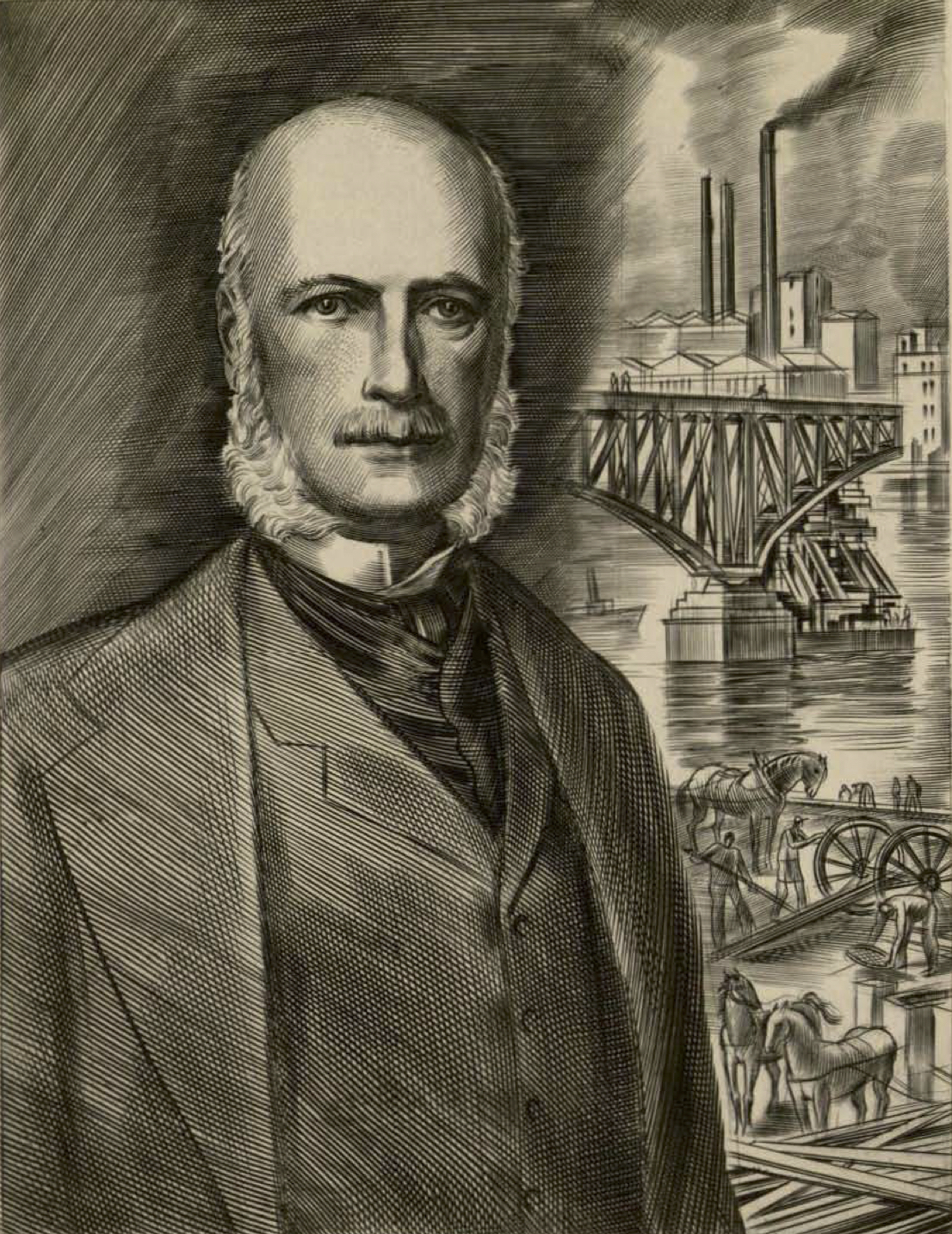
Ernest Goüin

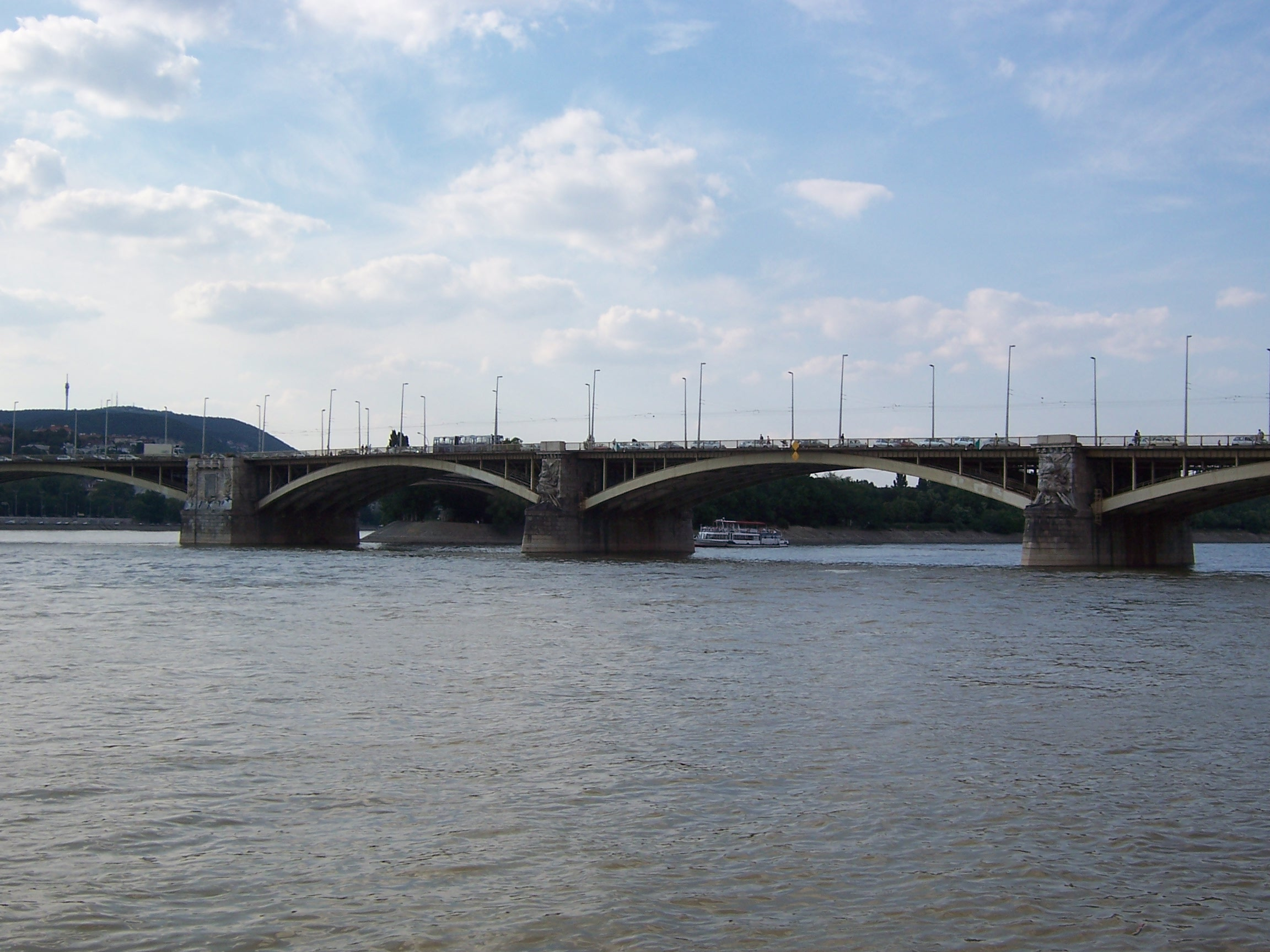
De Margitbrug over de Donau in Boedapest, een schepping van Goüin

Ernest Goüin of Ernest Gouin (Tours, 22 juli 1815 – Parijs, 24 maart 1885) was een Franse ingenieur. Hij bouwde locomotieven en stichtte daartoe een firma die nu nog bestaat als SPIE Batignolles. Hij introduceerde de techniek van bruggen uit plaatstaal en klinknagels en bouwde daarmee verschillende spoorbruggen in en buiten Frankrijk.
Hôpital Goüin, het ziekenhuis in Clichy, draagt zijn naam. Hij is een van de 72 Fransen wier namen in reliëf op de Eiffeltoren zijn aangebracht.